# 自動車重量税法
自動車重量税法（じどうしゃじゅうりょうぜいほう、昭和46年5月31日法律第89号）は、自動車重量税の課税物件、納税義務者、課税標準、税率および納付の手続その他自動車重量税の納税義務の履行に関する法律である。

## 構成
- 第一章　総則（第1条―第6条）
- 第二章　課税標準及び税率（第7条）
- 第三章　納付及び還付等（第8条―第16条）
- 第四章　雑則（第17条）
- 附則